# Pod flagą polską samochodem naokoło świata
Pod flagą polską samochodem naokoło świata. Podróż skauta Jerzego Jelińskiego – powieść reportażowa Władysława Umińskiego z 1929 roku o podróży harcerza Jerzego Jelińskiego.

## Historia wydań
Powieść wydało wydawnictwo Księgarni T. Ulasińskiego w 1929 roku. Drugie wydanie wyszło w 1946 roku w Bari we Włoszech, staraniem 2 Korpusu Polskiego, z celem szkolenia harcerzy na obczyźnie.

## Fabuła
Powieść przedstawia prawdziwą, ponad dwuletnią, podróż polskiego harcerza Jerzego Jelińskiego samochodem naokoło świata. Jest oparta na jego osobistej relacji opracowanej przez Umińskiego.

## Analiza i odbiór
Umiński i Jeliński wspólnie pracowali nad książką. Według niektórych źródeł, Umiński oparł ją na ustnej relacji Jelińskiego; według innych, na jego notatkach. Książkę nazwano reportażem albo kroniką wyprawy Jelińskiego.
W 1973 r. Krystyna Kuliczkowska skrytykowała powieść, pisząc, że "podkreśla polityczno-propagandową rolę [skautingu], a także wyraźnie manifestuje sympatie dla Mussoliniego i Horthy'ego. Pod względem narracyjnym powieść jest zupełnie chybiona; autor, skrępowany wiernością wobec relacji zaczerpniętej z drugiej ręki, a pozbawiony możliwości wzbogacenia toku opowieści elementem przygody, zatraca żywość i nuży rozwlekłością".
Książka jest obecnie rzadka i uważana za klasykę historii polskiej motoryzacji.